# Chaetexorista javana
Chaetexorista javana là một loài ruồi trong họ Tachinidae.